# Hippopedon capito
Hippopedon capito är en insektsart som först beskrevs av Carl Stål 1873.  Hippopedon capito ingår i släktet Hippopedon och familjen gräshoppor. Inga underarter finns listade i Catalogue of Life.